# Kuninga 22
Kuninga 22 est un bâtiment de la ville de Pärnu, en Estonie.

## Description
De nos jours, le tribunal du comté de Pärnu fonctionne dans le bâtiment.
Le tribunal du comté de Pärnu est un tribunal de première instance.

## Histoire
Le bâtiment de deux étages a été pour loger un marchand vers les années 1680. 
Il a été enregistré comme maison en pierre sur la carte dès 1696.
La grange en pierre séparée à deux étages du côté de la rue Nikolai tänav a été construite dans la seconde moitié du XVIIIe siècle et reliée à la maison principale dans la première moitié du XIXe siècle.
Le bâtiment a été nationalisé en 1940 et pendant la période soviétique, le corps enseignant de l'école maritime de Pärnu était situé dans le bâtiment.
En 1995, le conseil municipal de Pärnu a cédé le bâtiment au ministère de la Justice. 
Le 8 mai 1995, le bâtiment a été fortement endommagé dans un incendie. Le bâtiment a été restauré à la fin de 1999 et le nouveau bâtiment du tribunal du comté de Pärnu a été inauguré solennellement le 27 janvier 2000.
Le bâtiment a été de nouveau rénové en 2019.